# Список птиц островов Кука
Орнитофауна островов Кука включает в себя в общей сложности 50 видов, из которых шесть являются эндемичными, один из них был ввезён людьми, а три вида являются редкими или случайными. Десять видов находятся под угрозой. Два вида описаны из окаменевших останков и вымерли вследствие появления человеческого поселения на островах и ввоза экзотических млекопитающих - это Gallirallus ripleyi и Porzana rua.
Таксономический режим этого списка (обозначение и последовательность отрядов, семейств и видов) и номенклатура (общие и научные названия) следуют соглашениям The Clements Checklist of Birds of the World, 6-е издание. Семейства в начале каждой главы отражают эту таксономию, как и число видов, найденное в каждом семействе. Ввезенные и случайные виды включены в общую численность для островов Кука.
Следующие теги использовались для выделения нескольких категорий, но не все виды попадают в одну из этих категорий. Те виды, которым это не указано, обычно встречаются в числе местных видов.
- (A) Accidental — вид, который редко или случайно встречается на островах Кука.
- (E) Endemic — вид, эндемичный для островов Кука.
- (Ex) Extinct — вид, вымерший на островах Кука.
- (I) Introduced — вид, ввезённый на острова Кука как следствие прямых или косвенных действий человека.

## Альбатросы
- Отряд: Буревестникообразные
  - Семейство: Альбатросовые
    - Королевский альбатрос, Diomedea epomophora

## Буревестники
- Отряд: Буревестникообразные
  - Семейство: Буревестниковые
    - Северный гигантский буревестник, Macronectes halli (A)
    - Капский голубок, Daption capense
    - Таитянский тайфунник, Pterodroma rostrata
    - Белый тайфунник, Pterodroma alba (A)
    - Тайфунник Мэрфи, Pterodroma ultima
    - Кермадекский тайфунник, Pterodroma neglecta (A)
    - Тринидадский тайфунник, Pterodroma heraldica
    - Белокрылый тайфунник, Pterodroma leucoptera
    - Чернокрылый тайфунник, Pterodroma nigripennis
    - Серый буревестник, Puffinus griseus
    - Рождественский буревестник, Puffinus nativitatis
    - Puffinus bailloni

## Штормовые буревестники
- Отряд: Буревестникообразные
  - Семейство: Качурки
    - Белобрюхая качурка, Fregetta grallaria
    - Белогорлая качурка, Nesofregetta fuliginosa

## Фаэтоны
- Отряд: Фаэтонообразные
  - Семейство: Фаэтоновые 
    - Краснохвостый фаэтон, Phaethon rubricauda
    - Белохвостый фаэтон, Phaethon lepturus

## Олуши
- Отряд: Пеликанообразные
  - Семейство: Олушевые
    - Голуболицая олуша, Sula dactylatra
    - Красноногая олуша, Sula sula
    - Бурая олуша, Sula leucogaster

## Фрегаты
- Отряд: Пеликанообразные
  - Семейство: Фрегатовые  
    - Большой фрегат, Fregata minor
    - Фрегат Ариель, Fregata ariel

## Выпи, цапли и белые цапли
- Отряд: Пеликанообразные
  - Семейство: Цаплевые
    - Восточная рифовая цапля, Egretta sacra

## Утки, гуси и лебеди
- Отряд: Гусеобразные
  - Семейство: Утиные
    - Кряква, Anas platyrhynchos (I)
    - Серая кряква, Anas superciliosa
    - Шилохвость, Anas acuta

## Ржанки
- Отряд: Ржанкообразные
  - Семейство: Ржанковые
    - Бурокрылая ржанка, Pluvialis fulva
    - Тулес, Pluvialis squatarola

## Песочники
- Отряд: Ржанкообразные
  - Семейство: Бекасовые
    - Таитийский кроншнеп, Numenius tahitiensis
    - Пепельный улит, Tringa brevipes
    - Американский пепельный улит, Tringa incana
    - Камнешарка, Arenaria interpres

## Чайки, крачки и водорезы
- Отряд: Ржанкообразные
  - Семейство: Крачковые
    - Светлая крачка, Sterna sumatrana
    - Речная крачка, Sterna hirundo
    - Тёмная крачка, Onychoprion fuscatus
    - Обыкновенная глупая крачка, Anous stolidus
    - Серая глупая крачка, Anous cerulea
    - Белая крачка, Gygis alba

## Голуби и горлицы
- Отряд: Голубеобразные
  - Семейство: Голубиные
    - Сизый голубь, Columba livia
    - Раротонгский пёстрый голубь, Ptilinopus rarotongensis (E)
    - Тихоокеанский плодоядный голубь, Ducula pacifica

## Попугаи
- Отряд: Попугаеобразные
  - Семейство: Попугаевые
    - Синий лори-отшельник, Vini peruviana
    - Рубиновый лори-отшельник, Vini kuhlii

## Кукушки
- Отряд: Кукушкообразные
  - Семейство: Кукушковые
    - Длиннохвостый коэль, Eudynamys taitensis

## Стрижи
- Отряд: Стрижеобразные
  - Семейство: Стрижиные
    - Салангана Атиу, Aerodramus sawtelli (E)

## Зимородки
- Отряд: Ракшеобразные
  - Семейство: Зимородковые
    - Мангаианский ошейниковый зимородок, Todirhamphus ruficollaris (E)
    - Бораборская альциона, Todirhamphus tuta

## Камышовки
- Отряд: Воробьинообразные
  - Семейство: Acrocephalidae
    - Камышовка островов Кука , Acrocephalus kerearako (E)

## Монарховые мухоловки
- Отряд: Воробьинообразные
  - Семейство: Монархи
    - Раротонгская помарея, Pomarea dimidiata (E)

## Скворцы
- Отряд: Воробьинообразные
  - Семейство: Скворцовые
    - Буллеров скворец, Aplonis mavornata (Ex)
    - Раротонгский аплонис, Aplonis cinerascens (E)
    - Обыкновенная майна, Acridotheres tristis (I)